# Toshihiro Aoyama
Toshihiro Aoyama (n. 22 iunie 1986) este un fotbalist japonez.

## Statistici
| Japonia | Japonia | Japonia |
| An      | Meciuri | Goluri  |
| ------- | ------- | ------- |
| 2013    | 3       | 0       |
| 2014    | 4       | 0       |
| Total   | 7       | 0       |